# Операция «Гиацинт»
Операция «Гиацинт» (пол. Akcja „Hiacynt”) — секретная массовая операция польской коммунистической полиции, проводившаяся в 1985–1987 годах. Её целью было создание национальной базы данных на всех польских гомосексуалов и связанных с ними людей. Её результатом стало создание досье почти на 11 тысяч человек.

## История
Польские законы, объявлявшие гомосексуальность преступлением, перестали действовать в 1932 году, и во Второй Польской республике гомосексуалы не преследовались. Положение изменилось после Второй мировой войны, когда коммунистическое правительство Польской народной республики решило последовать сталинистскому подходу к гомосексуальности, возникшему в 1930-х годах. Гомосексуальность стала трактоваться как отклонение от нормы, и, начиная с 1960-х годов, гомосексуальные группы оказались под наблюдением либо Гражданской милиции, либо Службы безопасности, а в 70-х годах были заведены первые досье на гомосексуалов. Однако этот процесс прекратился в начале 80-х годов в связи с введением военного положения.

## Предпосылки
Официально заявленные польской пропагандой причины начала операции были следующими:
- страх перед недавно открытым ВИЧ, так как гомосексуалы рассматривались как группа повышенного риска;
- контроль за «сильно криминализованным» гей-сообществом;
- борьба с проституцией.

Однако скорее всего функционеры Службы безопасности хотели собрать компрометирующие сведения, которые могли бы позже использоваться для шантажа. Кроме того, люди, на которых собран компромат, могли бы охотнее сотрудничать со спецслужбами. Также были гипотезы, что операция являлась частью более широкой акции, нацеленной на подавление антикоммунистической оппозиции.

## Операция
Операция «Гиацинт» началась 15 ноября 1985 года под руководством министра внутренних дел Чеслава Кищака. Утром этого дня функционеры СБ провели в различных польских институтах, заводах и офисах аресты большого количества людей, подозревавшихся в гомосексуальности или контактировавших с гомосексуальными группами. На каждого арестованного имелись специальные документы, подписанные как «Карта гомосексуалиста» (польск. „Karta homoseksualisty”), а некоторых из них принудили подписать заявление:
Я (имя и фамилия) был гомосексуалистом с самого рождения. За мою жизнь у меня было много партнёров, и все они были взрослыми. Я не интересуюсь несовершеннолетними.
Кроме подписания документов от арестованных людей требовали сдавать отпечатки пальцев, а некоторых из них путём шантажа вынуждали описывать интимные подробности их сексуальной жизни и доносить на других гомосексуалов.
Операция длилась до 1987 года, но документы добавлялись вплоть до 1988. Количество собранных досье оценивается в 11 тысяч, и в настоящее время о них упоминают как о «Розовых картотеках» (польск. Różowe kartoteki). Члены ЛГБТ-сообщества направили в Институт национальной памяти запрос об уничтожении этой картотеки, но ИНП заявил, что выполнение этой просьбы противозаконно.

## Последствия
Под влиянием Операции «Гиацинт», члены гей-сообщества решили «уйти в подполье» и скрывать свою сексуальную ориентацию ещё более тщательно, некоторые из них покинули Польшу. Операция подверглась критике западных СМИ, но польское правительство отрицало её существование: пресс-секретарь правительства Ежи Урбан в интервью журналистке «Балтимор Сан» Кэй Уинтерс (англ. Kay Winthers) в декабре 1988 года заявил, что никакие подобные операции никогда не проводились.
Первым человеком, про которого стало известно как о жертве этой операции, был гей-активист Вальдемар Зборальский.
8 декабря 1988 года профессор Миколай Козакевич обсудил операцию с генералом Кищаком. Тот признал, что польские службы безопасности располагают «розовыми досье», но утверждал, что они затрагивают только лица, вовлечённые в незаконную деятельность. Козакевич позже сообщил, что он располагает доказательствами в пользу того, что досье заводились также и на геев, не совершавших никаких преступлений. В ходе очередной встречи они обсудили создание первой в Польше легальной ЛГБТ-организации.
В сентябре 2007 два ЛГБТ-активиста, Шимон Немец и Яцек Адлер, попросили Институт национальной памяти Польши начать расследование по поводу «коммунистического преступления» и генерала Кищака. 15 февраля 2008 года Институт опубликовал заявление, в котором утверждалось, что операция была законной в соответствии с правовыми нормами 1980-х годов. Институт отказался начать расследование, объяснив это тем, что «Гиацинт» был операцией превентивного характера, целью которой было разрушить связи закрытых гомосексуальных сообществ с организованной преступностью. Это решение было раскритиковано членами ЛГБТ-сообщества.

## Операция «Гиацинт» в культуре
В 2015 году в 30-ю годовщину начала операции были опубликованы две книги:
- Миколай Мильке: «Розовые картотеки» (польск. Mikołaj Milcke: „Różowe Kartoteki”) — выдуманная история правого политика, в молодости задержанного во время операции «Гиацинт»;
- Анджей Селерович: «Кодовое имя „Гиацинт“» (польск. Andrzej Selerowicz: „Kryptonim «Hiacynt»”).
- В 2021 году на платформе Netflix вышел кинофильм Петра Домалевского «Операция „Гиацинт”»[3] (польск. «Hiacynt»).